# Remora brachyptera
Remora brachyptera är en fiskart som först beskrevs av Lowe, 1839.  Remora brachyptera ingår i släktet Remora och familjen Echeneidae. IUCN kategoriserar arten globalt som livskraftig. Inga underarter finns listade i Catalogue of Life.